# Repeat Offender
Repeat Offender é o segundo álbum de estúdio do cantor e compositor estadunidense Richard Marx. Lançado em 26 de abril de 1989 pela Capitol, alcançou o primeiro lugar na tabela Billboard 200 e produziu seis singles,  dentre eles,  "Satisfied" e "Right Here Waiting", atingiram o topo da Billboard Hot 100, elevando a popularidade do álbum. 

## Antecedentes e composição
Com o lançamento de seu álbum de estreia auto-intitulado de 1987, Marx embarcou em uma turnê que durou quinze meses. Após o período, ele retornou ao estúdio de gravação com uma série de canções escritas durante a realização da turnê. 
Repeat Offender foi gravado com músicos conhecidos de Los Angeles e mantém a parceria de produção entre Marx com David Cole. Além disso, o álbum foi inteiramente escrito ou co-escrito por Marx, que sentiu diferenças entre a experiência de gravação de seu álbum de estreia com Repeat Offender, dizendo: "Algumas pessoas podem pensar que seria mais fácil desta vez, que eu poderia simplesmente relaxar",  mas que "a verdade é que é mais difícil, tenho mais a provar".

## Lista de faixas
| Repeat Offender – Edição padrão |                               |                     |               |         |  |
| N.º                             | Título                        | Letras              | Música        | Duração |  |
| 1.                              | "Nothin' You Can Do About It" | Richard Marx        |               | 4:42    |  |
| 2.                              | "Satisfied"                   | Marx                |               | 4:12    |  |
| 3.                              | "Angelia"                     | Marx                |               | 5:16    |  |
| 4.                              | "Too Late to Say Goodbye"     | Fee Waybill         |               | 4:57    |  |
| 5.                              | "Right Here Waiting"          | Marx                |               | 4:23    |  |
| 6.                              | "Heart on the Line"           | Marx, Bruce Gaitsch | Marx, Gaitsch | 4:43    |  |
| 7.                              | "Real World"                  | Marx                |               | 4:13    |  |
| 8.                              | "If You Don't Want My Love"   | Marx, Waybill       |               | 4:07    |  |
| 9.                              | "Wait for the Sunrise"        | Marx                |               | 4:13    |  |
| 10.                             | "Children of the Night"       | Marx                |               | 4:43    |  |

| Repeat Offender – Edição CD e MD (faixa bônus) |                 |                |        |         |  |
| N.º                                            | Título          | Letras         | Música | Duração |  |
| 9.                                             | "That Was Lulu" | Dean Pitchford | Marx   | 3:44    |  |

| Repeat Offender – Edição japonesa (faixa bônus) |             |                        |                   |         |  |
| N.º                                             | Título      | Letras                 | Música            | Duração |  |
| 10.                                             | "Wild Life" | Marx, Rick Springfield | Marx, Springfield | 4:03    |  |

## Desempenho nas tabelas musicais
| País — Tabela musical (1989–1990)     | Melhor posição |
| ------------------------------------- | -------------- |
| Alemanha (Offizielle Deutsche Charts) | 9              |
| Austrália (ARIA)                      | 1              |
| Áustria (Ö3 Austria Top 40)           | 27             |
| Canadá (RPM Top Albums/CDs)           | 1              |
| Estados Unidos (Billboard 200)        | 1              |
| Noruega (VG-lista)                    | 10             |
| Nova Zelândia (RMNZ)                  | 3              |
| Países Baixos (Dutch Charts)          | 18             |
| Reino Unido (Official Albums Chart)   | 8              |
| Suécia (Sverigetopplistan)            | 7              |
| Suíça (Schweizer Hitparade)           | 7              |

| País — Tabela musical (1989)        | Posição |
| ----------------------------------- | ------- |
| Alemanha (Offizielle Top 100)       | 71      |
| Austrália (ARIA Charts)             | 13      |
| Canadá (RPM Top Albums/CDs)         | 9       |
| Estados Unidos (Billboard 200)      | 26      |
| Europa (Music & Media Albums Chart) | 95      |
| Nova Zelândia (RMNZ)                | 30      |

| País — Tabela musical (1990)  | Posição |
| ----------------------------- | ------- |
| Alemanha (Offizielle Top 100) | 32      |
| Estados Unidos Billboard 200  | 37      |

### Certificações
| Região                                                                                             | Certificação | Vendas     |
| -------------------------------------------------------------------------------------------------- | ------------ | ---------- |
| Alemanha (BVMI)                                                                                    | Ouro         | 250,000^   |
| Austrália (ARIA)                                                                                   | 2× Platina   | 200,000    |
| Canadá (Music Canada)                                                                              | 6× Platina   | 600,000^   |
| Estados Unidos (RIAA)                                                                              | 4× Platina   | 4,000,000^ |
| Hong Kong (IFPI Hong Kong Group)                                                                   | Ouro         | 10 000*    |
| Nova Zelândia (RMNZ)                                                                               | Ouro         | 7,500^     |
| Reino Unido (BPI)                                                                                  | Ouro         | 100,000    |
| Suécia (GLF)                                                                                       | Ouro         | 50 000^    |
| Suíça (IFPI Suíça)                                                                                 | Ouro         | 25,000^    |
| *números de vendas baseados somente na certificação ^distribuições baseadas apenas na certificação |              |            |